# Lithosoma novaezelandiae
Lithosoma novaezelandiae is een zeester uit de familie Goniasteridae.
De wetenschappelijke naam van de soort werd in 1973 gepubliceerd door Donald George McKnight.